# Scansano
Scansano és un municipi situat al territori de la província de Grosseto, a la regió de la Toscana (Itàlia).
Limita amb els municipis de Campagnatico, Grosseto, Magliano in Toscana, Manciano i Roccalbegna.
Pertanyen al municipi les frazioni de Baccinello, Montorgiali, Murci, Pancole, Poggioferro, Polveraia, Pomonte i Preselle.

## Galeria

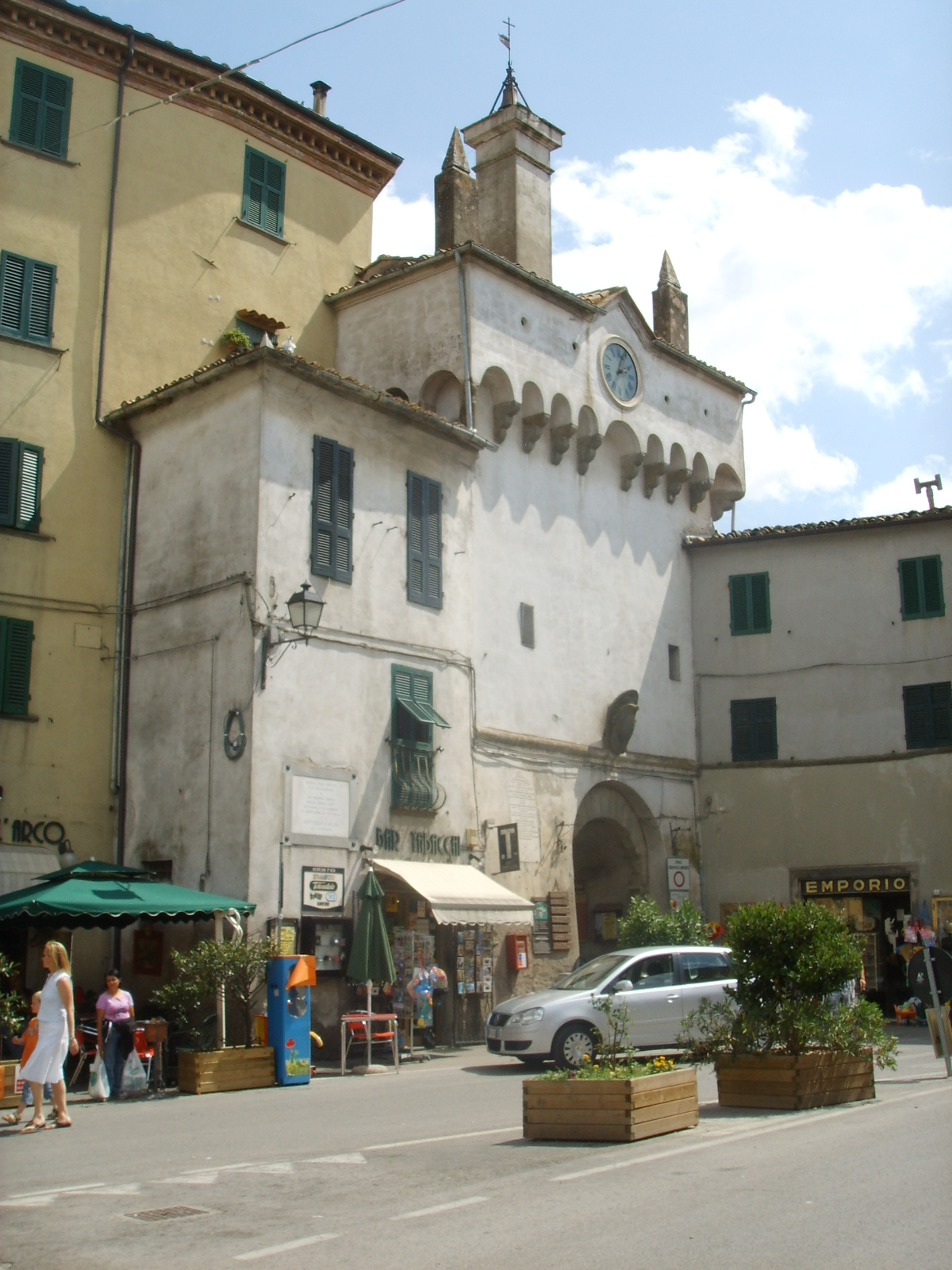
Porta Grossetana
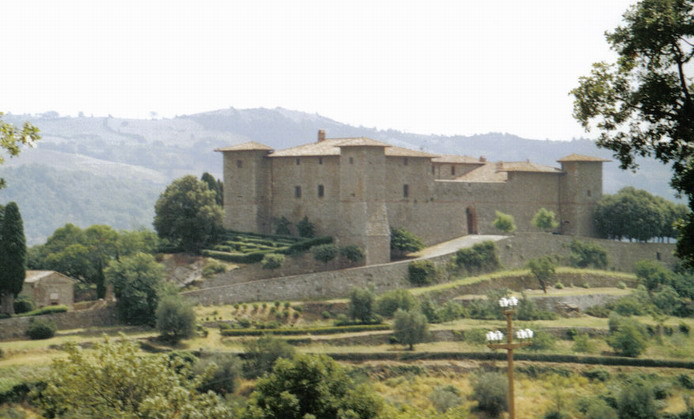
Castell de Montepò
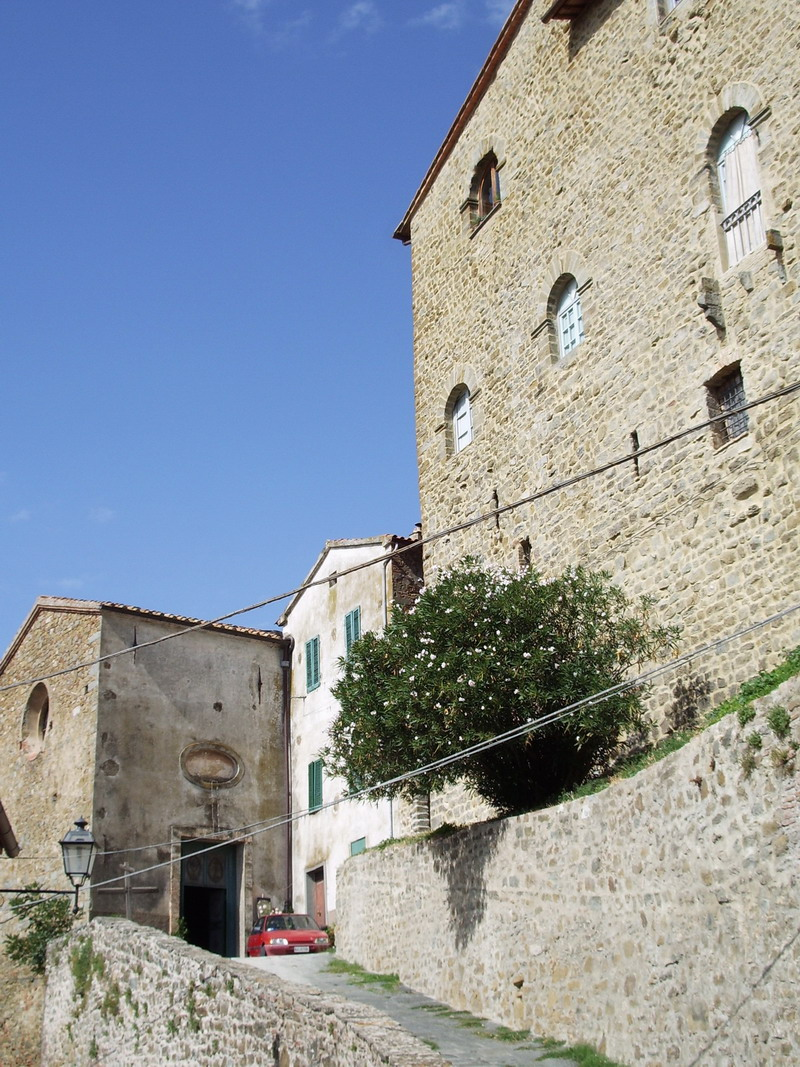
Montorgiali